# Christoph Wittmann
Christoph Wittmann (* 1967 in Frankfurt am Main) ist ein deutscher Opernsänger (Tenor).

## Leben
Christoph Wittmann studierte zunächst Elektrotechnik, ab 1992 Gesang an der Hochschule für Musik und Darstellende Kunst Mannheim bei Rudolf Piernay, als zweites Hauptfach Dirigieren. 1994 wurde er Stipendiat des Deutschen Akademischen Austauschdienstes und wechselte an die Guildhall School of Music and Drama, London. Bereits während seiner Studienzeit wirkte Christoph Wittmann, Preisträger mehrerer internationaler Gesangswettbewerbe, bei zahlreichen Opernproduktionen im In- und Ausland mit. Weitere wichtige Gesangspädagogen waren für ihn Nicolai Gedda, Liljana Nejceva und Charles Reid. Der Tenor belegte Meisterkurse bei Brigitte Fassbaender, Graham Johnson und Emma Kirkby und arbeitete mit den großen Dirigenten der Zeit zusammen wie Frieder Bernius, Marcus Bosch, William Christie, Colin Davis, Thomas Hengelbrock, Simon Rattle und Helmuth Rilling.
Im Jahre 1996 debütierte er am Staatstheater Braunschweig, gefolgt von einem Engagement, 1997 bis 2000, als lyrischer Tenor an den Städtischen Bühnen Freiburg. Von 2001 bis 2004 war er Ensemblemitglied am Theater Bremen und von 2005 bis 2010 Ensemblemitglied am Nationaltheaters Mannheim. Seit 2010 ist er freiberuflich tätig und überblickt zwischenzeitlich ein Repertoire von über 120 gesungenen Partien auf der Bühne.
Operngastverträge führten Christoph Wittmann unter anderem nach Berlin, Hamburg, Düsseldorf, Leipzig, Dortmund, Saarbrücken, zu den Opernfestspielen Heidenheim, nach Frankreich, England, Irland und Italien.

## Repertoire (Auswahl)
- Don Ottavio – Don Giovanni (Wolfgang Amadeus Mozart)
- Fenton – Falstaff (Giuseppe Verdi)
- Tamino – Die Zauberflöte (Wolfgang Amadeus Mozart)
- Belmonte und Pedrillo – Die Entführung aus dem Serail (Wolfgang Amadeus Mozart)
- Ernesto – Don Pasquale (Gaetano Donizetti)
- Nemorino – L’elisir d’amore (Gaetano Donizetti)
- Wenzel – Die verkaufte Braut (Bedřich Smetana)
- Almaviva – Il barbiere di Siviglia (Gioacchino Rossini)
- Fenton – Die lustigen Weiber von Windsor (Otto Nicolai)
- Spoletta – Tosca (Giacomo Puccini)
- Oronte – Alcina (Georg Friedrich Händel)
- Rodrigo – Otello (Giuseppe Verdi)
- Remendado – Carmen (Georges Bizet)
- Graf Albert – Die tote Stadt (Erich Wolfgang Korngold)